# Cachoana
Cachoana är en ort i Mexiko.   Den ligger i kommunen Ahome och delstaten Sinaloa, i den västra delen av landet, 1 300 km nordväst om huvudstaden Mexico City. Cachoana ligger 17 meter över havet och antalet invånare är 424.
Terrängen runt Cachoana är platt söderut, men norrut är den kuperad. Runt Cachoana är det ganska tätbefolkat, med 83 invånare per kvadratkilometer. Närmaste större samhälle är Ahome, 7,7 km väster om Cachoana. Trakten runt Cachoana består till största delen av jordbruksmark.